# شلالة كبيرة
شلالة كبيرة قرية سوريّة تتبع إداريّاً لمحافظة حلب منطقة السفيرة ناحية خناصر، بلغ تعداد سكانها 686 نسمة حسب التعداد السكاني لعام 2004.